# Курайлисайський сільський округ
Курайлиса́йський сільський округ (каз. Қурайлысай ауылдық округі, рос. Курайлысайский сельский округ) — адміністративна одиниця у складі Акжаїцького району Західноказахстанської області Казахстану. Адміністративний центр — село Жубана Молдагалієва.
Населення — 1366 осіб (2021; 2218 у 2009, 3064 у 1999, 3947 у 1989).
Станом на 1989 рік існували Курайлисайська сільська рада (села Атимбек, Курайлисай, Орбаси, Шакір) та Сайкудуцька сільська рада (села Криккудук, Сайкудук) колишнього Тайпацького району. Пізніше село Кириккудук передано до складу Карауилтобинського сільського округу. Село Атібек було ліквідовано 2021 року.

## Склад
До складу округу входять такі населені пункти:
| Населений пункт           | Старі назви | Населення, осіб (1989) | Населення, осіб (1999) | Населення, осіб (2009) | Населення, осіб (2021) |
| ------------------------- | ----------- | ---------------------- | ---------------------- | ---------------------- | ---------------------- |
| Атібек, село              | Атимбек     | 419                    | 239                    | 121                    | -                      |
| Жубана Молдагалієва, село | Курайлисай  | 2041                   | 1719                   | 1257                   | 857                    |
| Орбаси, село              | -           | 81                     | -                      | -                      | -                      |
| Сайкудук, село            | -           | 1273                   | 1062                   | 840                    | 509                    |
| Шакір, село               | -           | 133                    | 44                     | -                      | -                      |